# Barakaldo
Barakaldo (spanisch Baracaldo) ist eine Stadt mit 101.984 Einwohnern (Stand: 2024) im Großraum Bilbao im spanischen Baskenland.

## Geographie

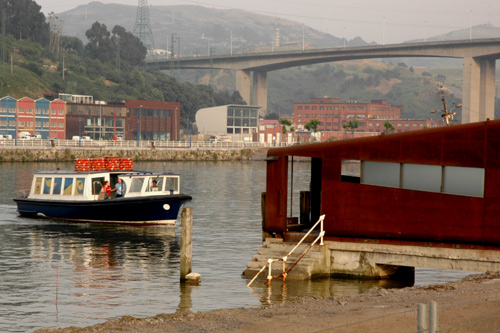
Ría de Bilbao bei Barakaldo

Barakaldo liegt an der Ría de Bilbao, ca. zehn Kilometer von Bilbao und fünf Kilometer von der Küste des Golfs von Biskaya entfernt. Der Ortskern liegt auf einem Hügel oberhalb der Ria. Die Umgebung ist bergig mit Erhebungen von 400–500 m. In den Bergen in der Umgebung von Barakaldo (Montes de Triano) gibt es Eisenerzvorkommen.
Neben der Ría de Bilbao fließen die Flüsse Galindo und Cadagua durch das Stadtgebiet.
Das Klima ist maritim mit gemäßigten Sommern und milden Wintern.

## Geschichte
Das genaue Gründungsdatum von Barakaldo ist nicht genau bekannt. Es liegt vermutlich vor dem Jahr 1000. Die erste urkundliche Erwähnung erfolgt im Jahr 1051. Die Stadtentwicklung ist seit jeher mit dem Erzbergbau und der Eisenherstellung und -bearbeitung verbunden.
Im 19. und 20. Jahrhundert war Barakaldo ein wichtiger Standort der spanischen Stahlindustrie. In den 1990er Jahren wurden die Stahlwerke Altos Hornos de Vizcaya im Rahmen einer Restrukturierung geschlossen, was die gesamte Region in eine schwere Krise stürzte.

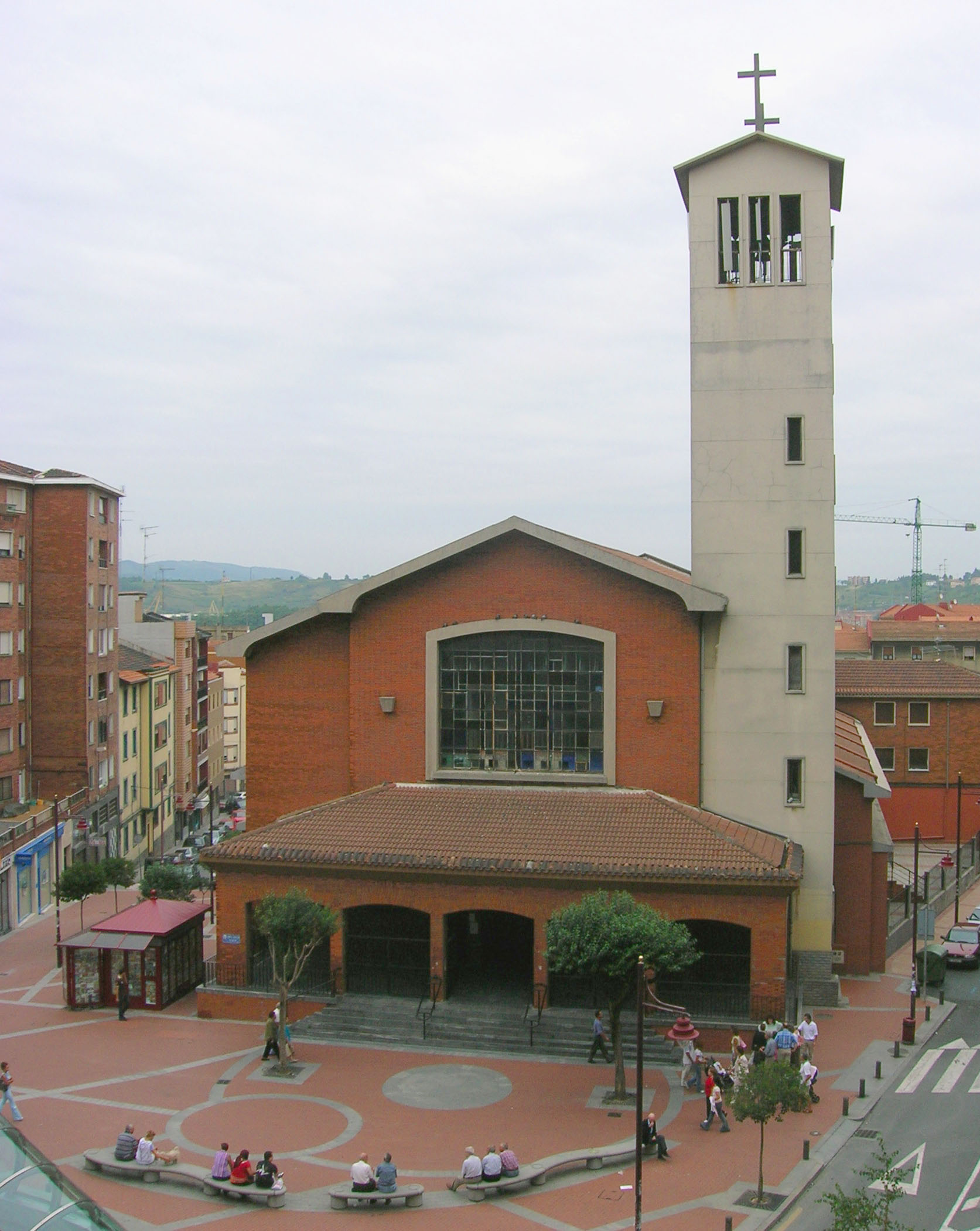
Kirche Santa Teresa im Stadtteil Bagatza

## Bevölkerungsentwicklung der Gemeinde
Quelle: INE-Archiv – grafische Aufarbeitung für Wikipedia

## Kultur und Sehenswürdigkeiten

### Stadtbild
Barakaldo ist, ebenso wie die anderen Orte des linksseitigen Ufers der Ría de Bilbao Santurtzi, Portugalete, Sestao, eine stark industriell geprägte Stadt. Dennoch hat sich das Stadtbild in den letzten Jahren durch Verschönerungsmaßnahmen deutlich gewandelt.

### Theater
- Teatro de Barakaldo

## Sport
Die Handballvereine Balonmano Zuazo und Club Balonmano Barakaldo sind in der Stadt beheimatet.

## Wirtschaft
Seit den 1990er Jahren befindet sich Barakaldo in einem Übergangsprozess von der ehemals ansässigen Schwerindustrie zu einem Dienstleistungszentrum. In Barakaldo befinden sich mit dem Maxcenter und dem Megapark zwei der größten Einkaufszentren Nordspaniens.

### Messe
Seit 2004 ist die Messe Bilbao mit dem Bilbao Exhibition Centre im Stadtteil Ansio in Barakaldo auf dem Gelände eines ehemaligen Stahlwerks ansässig.

### Öffentliche Einrichtungen
- Krankenhaus im Stadtteil Cruces, eines der wichtigsten und größten Krankenhäuser in Bizkaia mit Sonderabteilung für Brandverletzungen

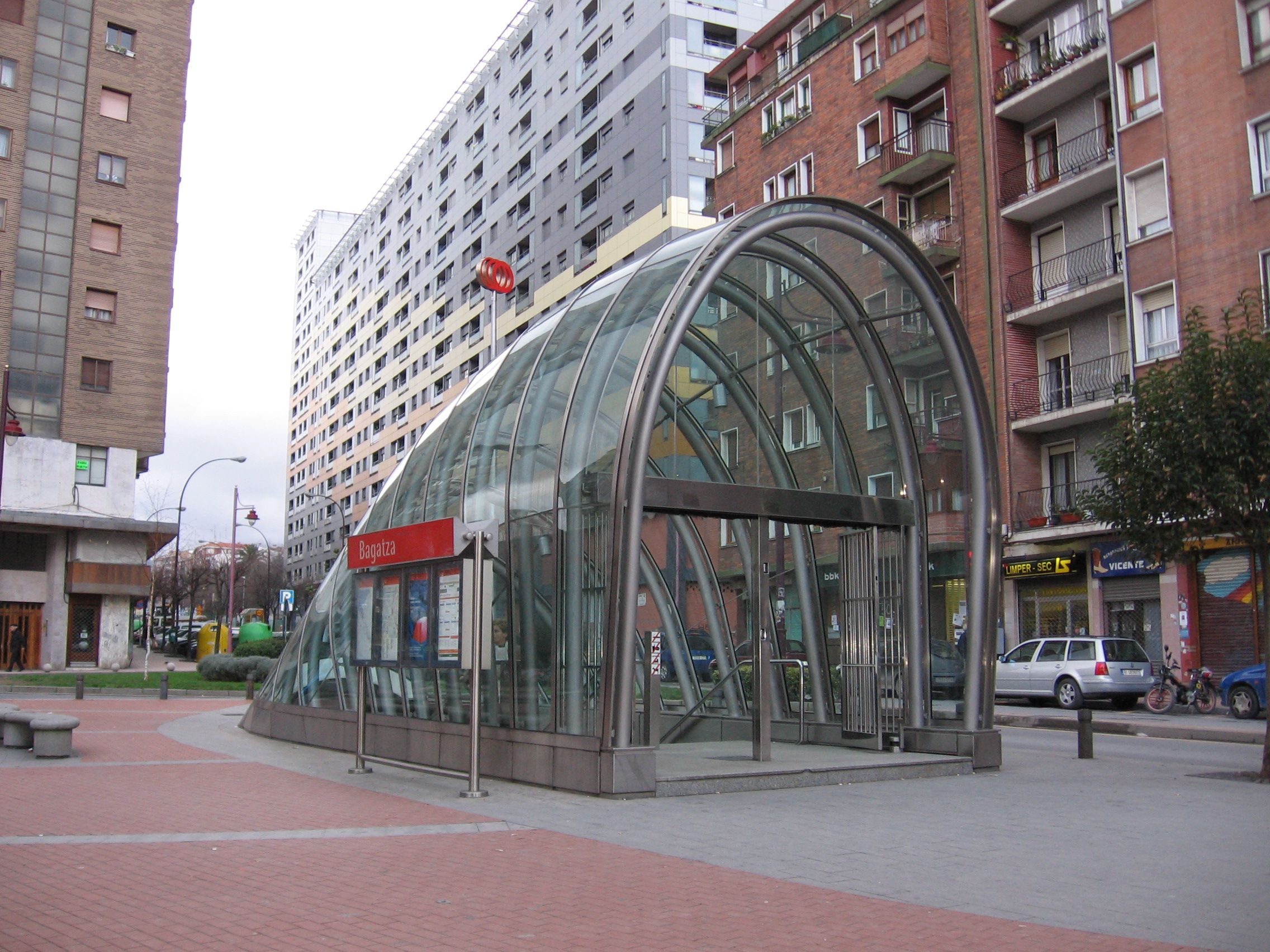
Metroeingang im Stadtteil Bagatza

## Infrastruktur
Barakaldo liegt an der Autobahn A8 Bilbao-Santander. Die Innenstadt ist über die U-Bahn-Linie 2 der Metro de Bilbao mit Bilbao verbunden. Des Weiteren fahren Nahverkehrszüge der Gesellschaft RENFE in die Provinzhauptstadt.
Der Flughafen von Bilbao, Loiu, liegt 10 km von Barakaldo entfernt.

## Söhne und Töchter der Stadt
- Marcelino Olaechea Loizaga (1889–1972), römisch-katholischer Ordensgeistlicher, Erzbischof von Valencia
- Jacinto Quincoces (1905–1997), Fußballspieler
- Serafín Aedo (1908–1988), Fußballspieler
- Agustín Sauto Arana (1908–1986), Fußballspieler
- Mundo (1916–1978), Fußballspieler
- José Ramón Gurruchaga Ezama (1931–2017), römisch-katholischer Ordensgeistlicher, Bischof von Lurín
- Josep Lluís Núñez (1931–2018), Fußballfunktionär und ehemaliger Präsident des FC Barcelona
- Javier Clemente (* 1950), Fußballspieler und -trainer
- Santiago Urquiaga (* 1958), Fußballspieler
- Aitor Jiménez Echave (* 1962), römisch-katholischer Ordensgeistlicher und Kurienbeamter
- Eva Ferreira García (1963), Mathematikerin und Hochschullehrerin
- Iratxe García Pérez (* 1974), Politikerin
- Iñaki Lafuente (* 1976), spanischer Fußballspieler
- Isidro Nozal (* 1977), Radrennfahrer
- Unai Expósito (* 1980), spanischer Fußballspieler
- Asier del Horno (* 1981), Fußballspieler
- David López (* 1981), Radrennfahrer
- Héctor González (* 1986), Radrennfahrer
- Ainhoa Hernández (* 1994), Handballspielerin